# الخطوط الجوية التركية الرحلة 981
الخطوط الجوية التركية الرحلة 981 كانت طائرة من نوع ماكدونل دوغلاس دي سي - 10 التي تحطمت خارج باريس، فرنسا في 3 مارس 1974 متسببة في مقتل كل الطاقم والركاب الذين كانوا على متنها والبالغ عددهم 346 شخص، الحادث يعرف أيضا ب «كارثة إرمنوفيل» نسبة للغابة التي تحطمت فيها الطائرة، الحادث يعتبر أيضا من أسوأ حادث لطائرة من نوع دي سي 10. في التاريخ، والمرتبة الرابعة من حيث عدد المنكوبين والمرتبة الثانية لحادث تحطم طائرة واحدة، حيث كان يعتبر الأسوأ في التاريخ من حيث عدد الركاب وذلك قبل وقوع كارثة مطار تنريف في عام 1977.